# Oedipina complex
Oedipina complex är en groddjursart som först beskrevs av Dunn 1924.  Oedipina complex ingår i släktet Oedipina och familjen lunglösa salamandrar. IUCN kategoriserar arten globalt som livskraftig. Inga underarter finns listade i Catalogue of Life.